# Ich ruf zu dir, Herr Jesu Christ (BWV 177)
Pour les articles homonymes, voir Ich ruf zu dir, Herr Jesu Christ.
Ich ruf zu dir, Herr Jesu Christ (Je t’appelle, Seigneur Jésus-Christ), (BWV 177), est une cantate religieuse de Johann Sebastian Bach composée à Leipzig en 1732.

## Histoire et livret
Bach composa cette cantate assez tard à Leipzig (1732) afin de compléter son deuxième cycle annuel de cantates chorales de 1724 auquel il manquait une cantate pour le quatrième dimanche après la Trinité. Pour cette destination liturgique, deux autres cantates ont franchi le seuil de la postérité : les BWV 24 et 185. Ce dimanche avait en effet été celui de la Visitation de la Vierge Marie en 1724 qui avait alors été célébrée par la cantate Meine Seel erhebt den Herren, BWV 10. Ich ruf zu dir, Herr Jesu Christ a été jouée le 6 juillet 1732 pour la première fois.
Les lectures prescrites pour le dimanche étaient Rom. 8, 18, –23 et le sermon sur la montagne 6,36, –42, l'appel à être miséricordieux et à ne pas juger. Le texte de la cantate reprend inchangées les cinq strophes du choral de Johannes Agricola (ca. 1530), un hymne essentiel pour le dimanche, également utilisé par Bach dans la cantate Barmherziges Herze der ewigen Liebe, BWV 185, écrite à Weimar. Dans Gelobet sei der Herr, mein Gott, BWV 129, également composée pour compléter le deuxième cycle annuel de cantates chorales, Bach reprend les paroles inchangées du choral, différentes des premières cantates composées pour ce cycle.

## Structure et instrumentation
La cantate est écrite pour hautbois et hautbois da caccia, deux violons, alto, basse continue, violon obligé et basson obligé, avec trois solistes (soprano, alto, ténor) et chœur à quatre voix.
Il y a cinq mouvements :
1. chœur : Ich ruf zu dir, Herr Jesu Christ
2. aria (alto) : Ich bitt noch mehr, o Herre Gott
3. aria (soprano) : Verleih, daß ich aus Herzensgrund
4. aria (ténor) : Laß mich kein Lust noch Furcht von dir
5. choral : Ich lieg im Streit und widerstreb

## Musique
Comme dans la plupart des cantates chorales de Bach, le chœur d'ouverture présente le choral vers après vers, le cantus firmus étant chanté ici par la soprano. La plupart des vers sont précédés par les autres voix en imitation de motifs indépendants du choral. Dans le sixième vers, le motif d'imitation est pris du choral, dans les deux derniers vers, huit et neuf, les voix basses entrent avec la soprano. La structure vocale est intégrée dans un concerto de violon solo tandis que deux hautbois jouent le cantus firmus colla parte avec la soprano, les cordes et le continuo.
Les trois arias pour les strophes suivantes montrent une complexité instrumentale croissante. La deuxième strophe n'est accompagné que du continuo, la troisième strophe par le hautbois da caccia et la quatrième strophe par une rare combinaison du violon et du basson.
Dans le choral final, Bach a recours à des ornements en vue d'accentuer l'expressivité.

## Sources
- Gilles Cantagrel, Les cantates de J.-S. Bach, Paris, Fayard, mars 2010, 1665 p.  (ISBN 978-2-213-64434-9)

- (en) Cet article est partiellement ou en totalité issu de l’article de Wikipédia en anglais intitulé « Ich ruf zu dir, Herr Jesu Christ, BWV 177 » (voir la liste des auteurs).